# Лемборк
Ле́мборк (пол. Lębork [ˈlɛmbɔrk], кашуб. Lãbórg, Łebno, Lãbórch), Лауэнбург (нем. Lauenburg) — город в Польше, входит в Поморское воеводство, Лемборкский повят. Имеет статус городской гмины. Занимает площадь 17,86 км². Население — 35 146 человек (на 2004 год).

## Галерея
- Орденский замок
- Неоготическая ратуша
- Городская стена
- Церковь Св. Якова